# Грязі
Грязі (рос. Грязи) — місто у Грязинському районі Липецької області Російської Федерації. Адміністративний центр району. Утворює міське поселення місто Грязі.
Населення становить 46 683 осіб.

## Історія
З 13 червня 1934 до 6 січня 1954 року у складі Воронезької області. Відтак входить до складу Липецької області.
Згідно із законом від 23 вересня 2004 року № 126-ОЗ органом місцевого самоврядування є місто Грязі.

## Населення
| 1897    | 1931    | 1939    | 1959    | 1967    | 1970    | 1979    |
| ------- | ------- | ------- | ------- | ------- | ------- | ------- |
| 1700    | ↗10 600 | ↗25 900 | ↗34 425 | ↗37 000 | ↗41 292 | ↗42 624 |
| 1989    | 1992    | 1996    | 1998    | 2001    | 2002    | 2003    |
| ↗47 458 | ↗47 600 | ↗48 300 | ↗48 800 | ↗49 300 | ↘47 478 | ↗47 500 |
| 2005    | 2006    | 2007    | 2009    | 2010    | 2011    | 2012    |
| ↘46 900 | ↘46 600 | ↘46 500 | ↘46 405 | ↗46 807 | ↗46 817 | ↘46 671 |
| 2013    | 2014    | 2015    | 2016    | 2017    | 2018    | 2019    |
| ↘46 441 | ↘46 166 | ↗46 289 | ↗46 503 | ↗46 586 | ↘46 492 | ↗46 608 |
| 2020    |         |         |         |         |         |         |
| ↗46 683 |         |         |         |         |         |         |